# Michael Friedrich Unruh
Michael Friedrich Unruh (* 13. Februar 1714 in Kremmen; † 6. Dezember 1765 in Bublitz) war ein deutscher Lehrer und evangelischer Geistlicher. Von ihm ist eine ausführliche autobiographische Beschreibung seiner beruflichen Tätigkeiten überliefert. 

## Leben
Unruh besuchte das Cöllnische Gymnasium und die Schule des Waisenhauses in Halle. Er studierte Evangelische Theologie ab 1731 an der Universität Jena und ab 1735 an der Universität Halle, erwarb aber auch Kenntnisse in Fremdsprachen und Naturwissenschaften.
Nach Abschluss des Studiums arbeitete er ab 1736 als Lehrer am Kloster Berge. Doch musste er die Stelle 1740 wegen Krankheit verlassen und zur Genesung in sein Elternhaus zurückkehren. 
1741 wurde Unruh Feldprediger in der preußischen Armee. 1745 wurde er Pastor in Soltnitz und Vangerow in Hinterpommern. 1746 heiratete er die Witwe seines Amtsvorgängers (siehe: Konservierung von Pfarrwitwen); die Ehe blieb wohl kinderlos. Als während des Siebenjährigen Krieges (1756–1763) russische Truppen unter General Wilhelm von Fermor nach Pommern vordrangen, war auch Unruh betroffen. Viermal verlor er durch Plünderung sein Eigentum. 
1759 wurde er zum Pastor in Bublitz berufen, das Amt konnte er 1760 antreten. Zugleich wurden ihm die Geschäfte des Praepositus der Synode Bublitz übertragen. In Bublitz starb er 1765. 
Unruh hat eine ausführliche Beschreibung seiner beruflichen Tätigkeiten als Lehrer, Feldprediger und Pastor verfasst, die in Amandus Karl Vanselows 1766 erschienenem Buch „Nachrichten von den Generalsuperintendenten, Präpositen etc. seit der Reformation bis 1765 in Hinterpommern“ abgedruckt ist.